# 고토쿠지역
고토쿠지역(일본어: 豪徳寺駅)은 일본 도쿄도 세타가야구에 있는 철도역이다. 도큐 세타가야선 야마시타역과 환승이 가능하다.

## 역 구조
상대식 승강장 2면 4선의 고가역이며 복복선 구간에 위치한다.

### 타는 곳
| 번선   | 노선              | 방향 | 궤도   | 방면                                                     |
| ------ | ----------------- | ---- | ------ | -------------------------------------------------------- |
| 1      | 오다큐 오다와라선 | 하행 | 완행선 | 오다와라 · 하코네유모토 · 후지사와 · 가타세에노시마 방면 |
| 통과선 | □오다와라선       | 하행 | 급행선 | (하행 열차의 통과)                                       |
| 통과선 | □오다와라선       | 상행 | 급행선 | (상행 열차의 통과)                                       |
| 2      | 오다큐 오다와라선 | 상행 | 완행선 | 신주쿠 · 지요다선 방면                                   |

## 역세권 정보
세타가야구의 고토쿠지에 전해지는 "마네키네코"의 전설과 연관되어, 2010년 6월 12일 역전에 화강암으로 만들어진 마네키네코 동상이 설치되었다.
- 고토쿠지
- 고토쿠지 상점가
- 야마시타 상점가
- 도큐 세타가야선 야마시타역
- 도쿄 도도 제427호선 세타누쿠이 선
- 고토쿠지역앞 우체국

## 역사
- 1934년 4월 1일: 영업 개시.
- 1948년 9월: 사쿠라준급이 새로 설정되고 정차역이 됨.
- 1998년 4월 16일: 고가 복복선화 사업에 따라 역사의 외관 디자인이 결정됨.
- 2004년 12월 11일: 구간준급이 새로 설정되고 정차역이 됨.
- 2016년 3월 26일: 구간준급이 폐지되면서 다시 각역정차만 정차하게 됨.

## 사진

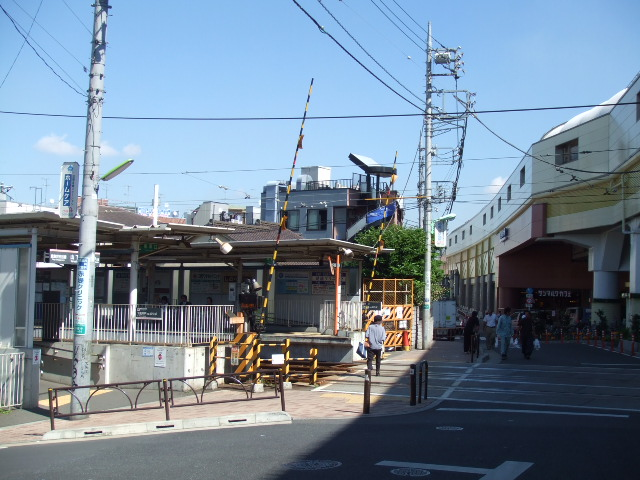
고토쿠지 1초메, 왼쪽이 야마시타역, 오른쪽이 고토쿠지역이다.
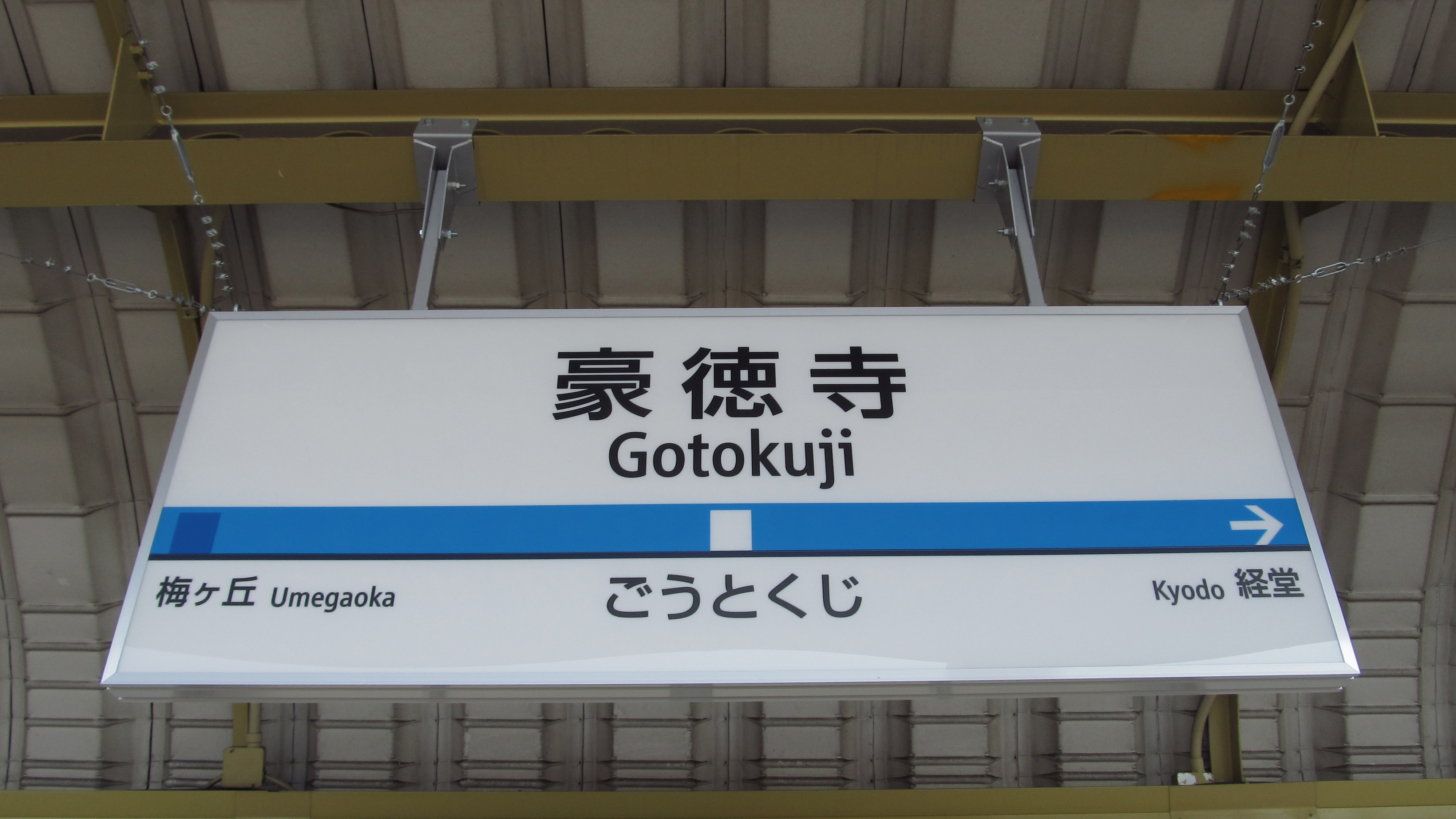
역명판

## 인접역
| 오다큐 오다와라선            | 오다큐 오다와라선                              | 오다큐 오다와라선                         |
| ---------------------------- | ---------------------------------------------- | ----------------------------------------- |
| (무정차통과)                 | ■ 쾌속급행 □ 통급급행 ■ 급행 □ 통근준급 ■ 준급 | (무정차통과)                              |
| OH 09 우메가오카 신주쿠 방면 | ■ 각역정차                                     | 교도 OH 11 오다와라 · 가타세에노시마 방면 |